# Earl Grant

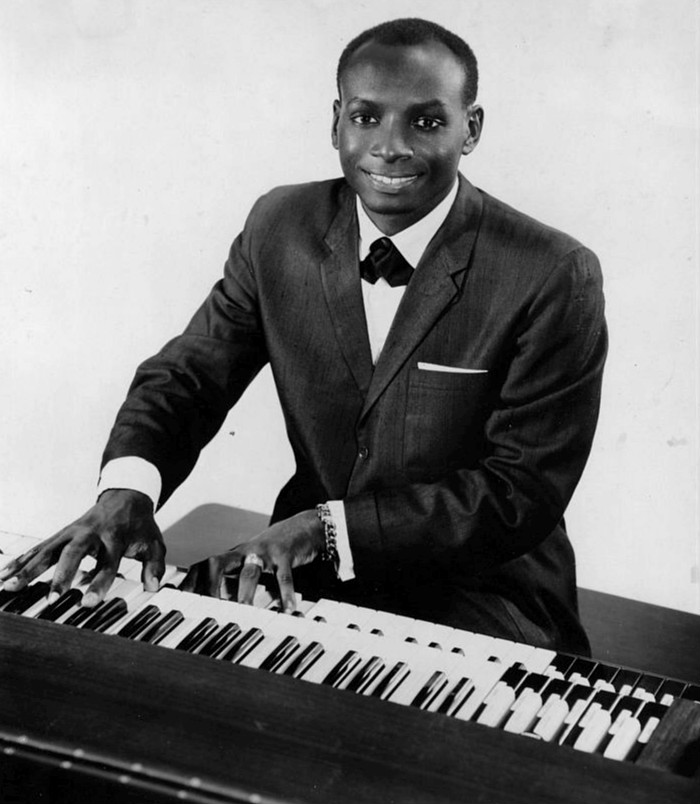
Earl Grant, 1967

Earl Grant (* 20. Januar 1933 in Oklahoma City; † 11. Juni 1970 in Lordsburg) war ein US-amerikanischer Sänger, Pianist und Organist. Sein größter Hit war das Lied The End von 1958.

## Leben
Nach einem Studium am Konservatorium von Kansas City und an der University of Southern California spielte er in Clubs und erhielt schließlich einen Plattenvertrag. Mit The End (Platz 7) stieg im September 1958 erstmals eine Single Grants in die US-Charts. Die deutschsprachige Version von The End produzierte Earl Grant als Jeder Tag geht zu Ende am 1. November 1958 in der Zeit zwischen 18:20 Uhr und 21:50 Uhr im Decca Studio, 5505 Melrose Avenue, Hollywood, California zum am 4. April 1958 zwischen 10:00 Uhr und 13:00 Uhr produzierten Playback mit Charles 'Bud' Dant: Leiter; Bob Bain und Al Hendrickson: Gitarre; Joe Comfort: Bass; Ed Hunton: Schlagzeug; Earl Grant: Orgel; Fred Clark: Saxophon; Ed Lustgarten: Cello; Al Niemann: Viola; Dan Lube und Alexander Murray: Violine. Die deutsche Fassung stieg nach ihrem Erscheinen im Januar 1959 auf Platz 12 in die deutschen Verkaufscharts ein und konnte sich darin insgesamt 16 Wochen halten. Sein 1961 erschienenes Album Ebb Tide erreichte ebenfalls Platz 7 und hielt sich 32 Wochen in den Billboard 200. Bis 1968 veröffentlichte Grant weitere Singles, die ebenfalls die Hot 100 erreichten.
Grants Easy-Listening-Musik wurde und wird gelegentlich in Filmen verwendet. 1959 sang er das Titellied für den Film Solange es Menschen gibt von Douglas Sirk. Earl Grant starb 1970, als er von Los Angeles nach Juarez in Mexiko unterwegs war und mit seinem Rolls-Royce in einer Kurve von der Straße (Interstate 10) abkam und sich dabei überschlug. Zusammen mit ihm kam auch der 17-jährige Roosevelt Woods, Jr., der Sohn von Grants Cousin, ums Leben.

## Diskografie

### Studioalben
| Jahr | Titel                           | Höchstplatzierung, Gesamtwochen, AuszeichnungChartsChartplatzierungen (Jahr, Titel, Platzierungen, Wochen, Auszeichnungen, Anmerkungen) | Anmerkungen                |
| Jahr | Titel                           | US | Anmerkungen                |
| ---- | ------------------------------- | --- | -------------------------- |
| 1961 | Ebb Tide                        | US7 Gold · (45 Wo.)US | Erstveröffentlichung: 1961 |
| 1962 | Beyond the Reef                 | US17 (32 Wo.)US | Erstveröffentlichung: 1962 |
| 1962 | Earl Grant at Basin Street East | US92 (10 Wo.)US | Erstveröffentlichung: 1962 |
| 1964 | Fly Me to the Moon              | US139 (5 Wo.)US | Erstveröffentlichung: 1963 |
| 1964 | Just for a Thrill               | US149 (2 Wo.)US | Erstveröffentlichung: 1964 |
| 1965 | Trade Winds                     | US143 (4 Wo.)US | Erstveröffentlichung: 1964 |
| 1968 | Gently Swingin’                 | US192 (2 Wo.)US | Erstveröffentlichung: 1968 |

Weitere Studioalben
| - 1958: The Versatile Earl Grant - 1958: The End - 1959: Grant Takes Rhythm - 1959: Nothin’ but the Blues - 1959: Paris Is My Beat - 1960: The Magic of Earl Grant - 1961: Earl After Dark - 1962: Midnight Sun - 1963: Yes Sirree! - 1964: Just One More Time - 1965: Spotlight on Earl Grant - 1966: Sings and Plays Songs Made Famous by Nat Cole | - 1966: Stand by Me - 1966: Bali Ha’i - 1966: A Closer Walk with Thee - 1966: Winter Wonderland - 1967: It’s so Good - 1968: In Motion! - 1968: Spanish Eyes - 1969: This Magic Moment - 1969: One for My Baby - 1969: Send for Me - 1969: A Time for Us - 1970: Earl Grant |

### Kompilationen
- 1967: Earl Grant’s Greatest Hits
- 1970: The Best of Earl Grant
- 1970: Earl Grant’s Golden Favorites
- 1976: The Best Of
- 1985: The Best of Earl Grant
- 1990: Ebb Tide / Spanish Eyes
- 1995: The End
- 1998: Singin’ & Swingin’: The Best of Earl Grant
- 2013: Organ Fever

### Singles
| Jahr | Titel Album                                        | Höchstplatzierung, Gesamtwochen, AuszeichnungChartplatzierungen (Jahr, Titel, Album, Platzierungen, Wochen, Auszeichnungen, Anmerkungen) | Höchstplatzierung, Gesamtwochen, AuszeichnungChartplatzierungen (Jahr, Titel, Album, Platzierungen, Wochen, Auszeichnungen, Anmerkungen) | Höchstplatzierung, Gesamtwochen, AuszeichnungChartplatzierungen (Jahr, Titel, Album, Platzierungen, Wochen, Auszeichnungen, Anmerkungen) | Höchstplatzierung, Gesamtwochen, AuszeichnungChartplatzierungen (Jahr, Titel, Album, Platzierungen, Wochen, Auszeichnungen, Anmerkungen) | Anmerkungen |
| Jahr | Titel Album                                        | DE | UK | US | R&B | Anmerkungen |
| ---- | -------------------------------------------------- | --- | --- | --- | --- | --- |
| 1958 | (At) The End (Of the Rainbow) The End              | — | — | US7 (19 Wo.)US | R&B16 (9 Wo.)R&B | Erstveröffentlichung: August 1958 Autoren: Jimmy Krondes, Sid Jacobson                                                                             |
| 1959 | Evening Rain The Magic of Earl Grant               | — | — | US63 (7 Wo.)US | — | Erstveröffentlichung: Januar 1959 Autor: Leon Pober                                                                                                |
| 1959 | The End (Jeder Tag geht zu Ende) –                 | DE12 (16 Wo.)DE | — | — | — | Erstveröffentlichung: Januar 1959 deutscher Text: Bert Reisfeld                                                                                    |
| 1960 | House of Bamboo Grant Takes Rhythm                 | — | UK82 (2 Wo.)UK | US88 (3 Wo.)US | — | Erstveröffentlichung: Januar 1960 Charteintritt in UK erst im September 1986 Autoren: Bill Crompton, Norman Murrells Original: Andy Williams, 1958 |
| 1962 | Swingin’ Gently Beyond the Reef                    | — | — | US44 (11 Wo.)US | — | Erstveröffentlichung: Mai 1962 Autor: Earl Grant                                                                                                   |
| 1962 | Sweet Sixteen Bars Earl Grant at Basin Street East | — | — | US55 (8 Wo.)US | R&B9 (7 Wo.)R&B | live aufgenommen in New York Erstveröffentlichung: August 1962 Autor und Original: Ray Charles, 1958                                               |
| 1965 | Stand by Me Just One More Time                     | — | — | US75 (7 Wo.)US | — | Erstveröffentlichung: Oktober 1965 Autoren: Ben E. King, Elmo Glick Original: Ben E. King, 1961                                                    |

Weitere Singles
| - 1956: Goodnight My Love, Pleasant Dreams - 1957: Thanks for You - 1957: Fever - 1958: Honky Tonk - 1958: Kathy-O - 1958: Jeder Traum hat ein Ende (The End) - 1959: Imitation of Life - 1959: Don’t Point Your Finger at Somebody Else - 1959: Not One Minute More - 1959: Swingin’ Christmas - 1960: It’s Magic - 1960: Unforgettable - 1960: Teach Me Tonight - 1960: Try a Little Tenderness - 1960: The Folks Who Live on the Hill - 1960: Building Castles - 1961: Quando la luna - 1961: Ebb Tide - 1961: Tender Is the Night - 1961: Sermonette - 1962: Deep Purple - 1962: Beyond the Reef | - 1963: I’ll Build a Stairway to Paradise - 1963: More - 1963: Tender Is the Night (mit Andy Williams, Tony Bennett und Vic Damone) - 1964: Black Coffee - 1964: Lean Baby - 1965: Meditation (Meditacao) - 1965: After Hours - 1966: I’ll Drown in My Tears - 1966: Blue Velvet - 1966: The Lonesome Road - 1967: Hide Nor Hair - 1967: I’m in the Mood for Love - 1967: Stormy Weather (Keeps Rainin’ All the Time) - 1968: My Foolish Heart - 1968: In Motion - 1969: Silver Bells - 1969: If I Only Had Time (Je n’aurai pas le temps) - 1969: The Importance of the Rose - 1970: Elizabethan Reggae (Elizabethan Serenade) - 1973: Hide Nor Hair |